# Estadi Sani Abacha
L'Estadi Sani Abacha és un estadi esportiu de la ciutat de Kano, a Nigèria.
És utilitzat per la pràctica del futbol i l'atletisme. És la seu del club Kano Pillars FC. Té una capacitat per a 16.000 espectadors. Duu el nom del dictador Sani Abacha.
El camp va ser inaugurat el 1998. Va ser seu de la Copa d'Àfrica de Nacions 2000.